# Eddie Niedzwiecki
Eddie Niedzwiecki (Bangor, Gales, 3 de mayo de 1959) es un exfutbolista galés de origen polaco que jugó como portero para el Wrexham y el Chelsea. Actualmente es el entrenador del primer equipo del Stoke City.
Comenzó en Wrexham a los 14 años y permaneció en el club hasta el verano de 1983, cuando fue contratado para el Chelsea por el exgerente de Wrexham, John Neal. Rápidamente se ganó un puesto de titular en el equipo del Chelsea que alcanzó el título en la Football League Championship. También jugó dos veces en la selección de fútbol de Gales.
Niedzwiecki se vio obligado a retirarse a los 28 años, después de no poder recuperarse de los problemas de lesiones múltiples. Más tarde pasó a convertirse en un entrenador en el Chelsea, dejando al club en noviembre de 2000 tras la llegada de Claudio Ranieri. Se incorporó al Arsenal el mes siguiente, relevando a George Armstrong como entrenador del equipo reserva. También trabajó a tiempo parcial como ayudante del seleccionador de Gales Mark Hughes. En septiembre de 2004, se unió a Blackburn Rovers, en virtud de Mark Hughes, como primer entrenador del equipo. Cuatro años más tarde, cuando Hughes dejó a la ciudad de Mánchester, fue uno de los varios cuerpo técnico de Blackburn a seguirlo en hacer el cambio. Sin embargo, se quedó sin trabajo el 19 de diciembre de 2009, cuando Mark Hughes y su cuerpo técnico completo fueron relevados de sus funciones en el club. En 2010, una vez más se asoció con Mark Hughes en el Fulham, como parte de su personal técnico, aunque la experiencia sólo duró una temporada. Posteriormente también trabajó con él en el Queens Park Rangers y el Stoke City.

## Clubes y estadísticas

### Como jugador
| Club       | País       | Año         | Partidos | Goles |
| ---------- | ---------- | ----------- | -------- | ----- |
| Wrexham FC | Inglaterra | 1977 - 1983 | 128      | 0     |
| Chelsea FC | Inglaterra | 1983 - 1988 | 175      | 0     |

### Como entrenador
| Club                | País       | Año  | P | PG | PE | PP | % v. |
| ------------------- | ---------- | ---- | - | -- | -- | -- | ---- |
| Queens Park Rangers | Inglaterra | 2012 | 1 | 0  | 0  | 1  | 0    |
| Stoke City          | Inglaterra | 2018 | 1 | 0  | 0  | 1  | 0    |

- Datos: Q1282921